# Provincia de Coquimbo
La provincia de Coquimbo fue una de las divisiones administrativas de Chile existente desde 1826 hasta 1974.
El gobierno de la provincia recaía en el intendente provincial.

## Historia
La provincia de Coquimbo fue una de las primitivas 8 provincias (Coquimbo, Aconcagua, Santiago, Colchagua, Maule, Concepción, Valdivia y Chiloé), que se crearon en Chile con las leyes federales, el 30 de agosto de 1826, a partir de la antigua intendencia de Coquimbo. La provincia estaba compuesta por:
| Delegación | Cabecera  |
| ---------- | --------- |
| Copiapó    | Copiapó   |
| Huasco     | Freirina  |
| La Serena  | La Serena |
| Illapel    | Illapel   |

Mapa de las comunas de la provincia de Coquimbo desde la entrada en vigor de la Ley N.º 6.196 de 18 de febrero de 1938, que restablecía la comuna de Andacollo

Abarcaba desde el Despoblado de Atacama, por el norte, hasta el río Choapa por el sur.
En la Constitución de 1828, se establecía la división de Chile en ocho provincias. Durante ese período se crea la Delegación de Combarbalá y la Delegación de Elqui.
Con el Decreto de 22 de abril de 1831, de la Asamblea Provincial de Coquimbo, se dispone la fundación de la Villa de Ovalle, y se fijan los límites del futuro departamento de Ovalle.
Luego se crean los futuros departamento de Freirina y departamento de Vallenar, a partir de la delegación de Huasco.
Con la Constitución de 1833, las provincias se dividen en departamentos. Los departamentos están divididos en subdelegaciones, y estas a su vez en distritos.
La provincia de Coquimbo comprendía los departamentos de:
| Departamentos | Cabecera   |
| ------------- | ---------- |
| Copiapó       | Copiapó    |
| Freirina      | Freirina   |
| Vallenar      | Vallenar   |
| Elqui         | Vicuña     |
| La Serena     | La Serena  |
| Ovalle        | Ovalle     |
| Combarbalá    | Combarbalá |
| Illapel       | Illapel    |

Luego, el 31 de octubre de 1843, se le segrega el departamento de Copiapó, el departamento de Freirina y el departamento de Vallenar para crear la nueva provincia de Atacama.
Hacia 1856, la provincia cuenta con los siguientes departamentos:
| Departamento | Cabecera   |
| ------------ | ---------- |
| Elqui        | Vicuña     |
| La Serena    | La Serena  |
| Ovalle       | Ovalle     |
| Combarbalá   | Combarbalá |
| Illapel      | Illapel    |

El 28 de septiembre de 1864, se crea el departamento del puerto de Coquimbo.
En 1925, los departamentos eran:
| Departamento       | Cabecera           |
| ------------------ | ------------------ |
| Elqui              | Vicuña             |
| La Serena          | La Serena          |
| Puerto de Coquimbo | Puerto de Coquimbo |
| Ovalle             | Ovalle             |
| Combarbalá         | Combarbalá         |
| Illapel            | Illapel            |

En 1928, se suprime el departamento del puerto de Coquimbo y el departamento de Combarbalá, debido al DFL 8582 del 30 de diciembre de 1927, que establece:

Artículo 1° Divídese el país en las siguientes provincias, departamentos y territorios:...

"PROVINCIA DE COQUIMBO.- Capital Serena.

Departamentos: Serena, Elqui, Ovalle e Illapel;

Art. 2° Los departamentos tendrán por límites los fijados por el decreto-ley número 354, de 17 de marzo de 1925, y sus actuales cabeceras, con las modificaciones siguientes, además de las arriba indicadas:

- El departamento de Serena estará formado por el territorio de los antiguos departamentos de Serena y Coquimbo, y su cabecera será la ciudad de Serena;
- El departamento de Ovalle, estará formado por el territorio de los antiguos departamentos de Ovalle y Combarbalá, y su cabecera será la ciudad de Ovalle;
- El departamento de Illapel, estará formado por el territorio del antiguo departamento de este nombre, y por el de las antiguas subdelegaciones 12 Pupío, 13 Las Vacas, 14 Los Vilos, 15 Huentelauquén, 16 Las Cañas, 17 Tambo y 18 Quelén, del actual departamento de Petorca. Su límite Sur será la línea de cumbres que limita por el Sur las hoyas hidrográficas del Estero de Pupío y del Río Choapa, desde la Punta Changos, sobre el Océano Pacífico hasta la frontera argentina;

DECRETO QUE FIJA LA NUEVA DIVISIÓN TERRITORIAL DE LA REPÚBLICA

Así, la Provincia queda conformada por:
| Departamento | Cabecera  |
| ------------ | --------- |
| Elqui        | Vicuña    |
| Serena       | La Serena |
| Ovalle       | Ovalle    |
| Illapel      | Illapel   |

Luego en 1933 se restituyeron los departamentos suprimidos con algunas modificaciones, como por ejemplo el departamento del puerto de Coquimbo que fue abreviado a departamento de Coquimbo, quedando la provincia compuesta por:
| Departamento | Cabecera   |
| ------------ | ---------- |
| Elqui        | Vicuña     |
| Serena       | La Serena  |
| Coquimbo     | Coquimbo   |
| Ovalle       | Ovalle     |
| Combarbalá   | Combarbalá |
| Illapel      | Illapel    |

Más tarde, en 1975, la provincia pasó a convertirse en la Región de Coquimbo.